# La Codina (Gurb)
La Codina és una casa de Gurb (Osona) inclosa a l'Inventari del Patrimoni Arquitectònic de Catalunya.

## Descripció
Edifici civil. Casal residencial de planta quadrada coberta a quatre vessants que consta de planta baixa i dos pisos. El portal és dovellat malgrat que degut a les reformes fetes a principis de segle xx pel sr. Coma ha perdut l'antiga fesomia. A nivell del primer pis i a la part dreta de la façana hi ha un cos de galeries, adossat al mas, que continua amb una terrassa i jardí. Al centre de l'edificació s'erigeix una llanterna. A la part posterior de la casa sobresurt un campanaret que pertany a la capella de Santa Creu, inclosa dins l'edificació del mas.
L'estat de conservació és bo. Està envoltada de jardins i hortes.
És construïda amb pedra i arrebossat al damunt. A pocs metres hi ha la masoveria.

## Història
Pertany al municipi de Gurb, però confronta amb el terme de Santa Cecília de Voltregà.
Al fogatge de 1553 i dins la demarcació de Gurb apareix Gabriel Codina, habitant del mas que degué sobreviure a la crisi demogràfica dels segles xiv i xv.
L'any 1689 Isidre Codina feu una reforma substancial a la casa però la fesomia actual data d'èpoques posteriors, l'any 1913, producte de la reforma realitzada per un tal Coma. Els Coma provenen del mas albanell de Cerdans i mantenen la genealogia des del segle xiii.